# 김상운 (축구 선수)
김상운(한국 한자: 金相雲, 1982년 6월 13일 ~ )은 대한민국의 전 축구 선수이며, 포지션은 수비수였다.